# Lucjan Pietraszewski
Lucjan Pietraszewski (ur. 18 grudnia 1917 w Łodzi, zm. 11 lipca 1995 tamże) – polski kolarz szosowy, mistrz Polski i reprezentant Polski.

## Życiorys
Karierę sportową rozpoczął w latach 30. w drużynie Resursy Łódź. Po II wojnie światowej występował w barwach Tramwajarza Łódź, DKS Łódź i Partyzanta Łódź. Z powodzeniem łączył starty na szosie, torze i przełajach. Był pierwszym mistrzem Polski po II wojnie światowej w kolarstwie przełajowym (1947), a także mistrzem Polski w indywidualnym wyścigu szosowym ze startu wspólnego (1948) oraz w torowym wyścigu drużynowym na 4000 m na dochodzenie (1948 - w barwach Partyzanta Łódź). Ponadto zdobył srebrny (1947) i brązowy (1946) medal mistrzostw Polski w torowym wyścigu długodystansowym.
Trzykrotnie wystąpił w Wyścigu Pokoju. W pierwszej edycji zawodów w 1948 startował w wyścigu Warszawa-Praga, w barwach I reprezentacji Polski, zajął 11. miejsce i wygrał jeden z etapów. W 1949 zajął 7. miejsce i ponownie wygrał jeden z etapów, wyścigu w 1951 nie ukończył. W 1947 był o krok od sukcesu w Tour de Pologne. Po drugim etapie został liderem, ale na ostatnim (czwartym) etapie, po dwóch defektach roweru, nie ukończył wyścigu. W 1948 zajął w tym samym wyścigu drugie miejsce i wygrał jeden z etapów.
Po zakończeniu kariery sportowej był działaczem Okręgowego Związku Kolarskiego w Łodzi.